# Adrien Clément
Adrien Clément est un joueur français de volley-ball né le 2 mars 1987 à Valence (Drôme). Il mesure 1,94 m et joue réceptionneur-attaquant. Il désormais entraîneur joueur à l'US Saint Egrève Volleyball. 

## Clubs
| Club                 | Pays   | De        | À         |
| -------------------- | ------ | --------- | --------- |
| Spacer's de Toulouse | France | 2007-2008 | 2008-2009 |
| ASUL Lyon            | France | 2009-2010 | 2010-2011 |
| Harnes VB            | France | 2011-2012 | 2011-2012 |
| Grenoble VUC         | France | 2012-     | ?         |

US Saint-Egrève VB

## Palmarès
- Championnat France de Ligue B (1)
  - Victoire : 2011